# トランスクリプトーム
トランスクリプトーム（transcriptome）とは、特定の状況下において細胞中に存在する全てのmRNA（ないしは一次転写産物、 transcripts）の総体を指す呼称である。ゲノムは原則として同一個体内のすべての細胞で同一だが、トランスクリプトームでは状況が異なり、同一の個体にあっても組織ごとに、あるいは細胞外からの影響に呼応して固有の構成をとる。
トランスクリプトミクス（transcriptomics）とはトランスクリプトームを扱う学問である。トランスクリプトームの様態は、例えばDNAマイクロアレイの様に一度に幾万ものmRNAを識別する能力を持つ技術をもって解析される。遺伝子産物であるmRNAの階層の要素が、蛋白質の階層の要素と一対一に対応するとは限らない。蛋白質から構成されるシステムは、トランスクリプトームと同様な枠組みで理解され、プロテオームという概念で認識されている。トランスクリプトームの研究は生命を司る物質流転（メタボローム）を探求する上で残された重要な分野である。